# 出口結美子
出口 結美子（でぐち ゆみこ、1975年2月21日 - ）は、大阪府出身の元女優。所属事務所はキューブ。身長168cm、体重53kg。血液型はA型。
月船さららとともに演劇ユニット「metro」を主宰していた。結婚のため、2011年2月をもって女優を引退した。

## 出演

### テレビドラマ
NHK
- てるてる家族（2003年） - 米原恭二の妻・幸子役
- 新・人間交差点（2006年） - 水田サナエ 役
- ドラマ家族模様「バブル」
- 芋たこなんきん（2006年） - 寺岡千代（マサルの母） 役
- ネットバイオレンス
- サラリーマンNEO シーズン3
- わたしのきもち - スキルファミリー・ママ 役
- 高校講座ベーシック10 シーズン2（NHK教育）

日本テレビ
- ドラマコンプレックス「恋人たちの記憶」
- 14才の母 - レギュラー
- 斉藤さん - レギュラー
- 火曜ドラマゴールド「30億円ダイヤ強奪! 保険調査員村木修介の災難」

TBS
- 新幹線'97恋物語
- BUNGO -日本文学シネマ-「グッド・バイ」

フジテレビ
- 小早川伸木の恋（第6、9、11話）
- 電車男デラックス〜最後の聖戦
- のだめカンタービレ
- のだめカンタービレ in ヨーロッパ
- ガリレオ（S1 第3話）2007年10月29日 - 高野理枝 役
- 帰ってこさせられた33分探偵（第13話）
- 絶対泣かないと決めた日〜緊急スペシャル〜
- パーフェクト・リポート（第3話）
- 医龍-Team Medical Dragon-3（第9、10話） - 高瀬春香 役

テレビ朝日
- 科捜研の女
- はぐれ刑事純情派
- 土曜ワイド劇場 ラーメン刑事「龍」の殺人推理5（2005年） - 科捜研所員
- 木曜ドラマ「松本清張生誕100年スペシャル・夜光の階段」第5話

毎日放送
- ドラマ30「デザイナー」 - レギュラー
- ドラマ30「新・いのちの現場から」 - レギュラー、安原美佳 役
- 許さへんで! 悪質商法

関西テレビ
- 深夜ドラマ「カレーを食べる男」

朝日放送
- おはよう朝日です - レポーター
- 新・部長刑事アーバンポリス24
- 人が殺意を抱くとき
- 17才夏。

テレビ大阪
- テレビ大阪 特別ドラマ「星降る町のわすれもの」（2010年3月22日） - ナツミ 役

KBS京都
- ふるさと再発見 - レギュラーレポーター
- 国土交通省広報番組「かたつむり大作戦」 - レギュラー

### テレビCM
- 日立製作所 ロボットサイクロン・ロボットパック「排気がきれい」篇（2009年）